# اللغة الفينيقية
اللغة الفينيقية (الكنعانية) هي من اللغات السامية التي كان يتحدث بها سكان الساحل الشرقي للبحر الأبيض المتوسط قديما، والتي تشمل لغات الشعوب الكنعانية مثل الفينيقيين والعبرانيين ومن بعدهم الفلستيين. اللغة الفينيقية قريبة جدًا من اللغة العربية واللغة العبرية وتَبتعد نسبيًا عن الآرامية واللغات السامية في وادي الرافدين كالأكدية.
انقرضت جميع اللغات الكنعانية مع بدايات الألفية الأولى بعد الميلاد وظلت العبرية لغة يتم التحدث بها وتدارسها على نطاق ضيق في أغراض كتابة التعاليم الدينية عند اليهود. قام الفينيقيون (وخاصة القرطاجيون) بنشر اللغة الفينيقية في غربي المتوسط؛ إلا أن اللغة ماتت هناك أيضا بالرغم من أنها بقيت حتى بعد سقوط فينيقيا. مع بداية التاريخ الميلادي أصبحت الآرامية، والتي استمدت ابجديتها من الفينيقية، هي لغة فينيقيا في الشرق. بينما ظل أهل شمال إفريقيا حول قرطاج، المستعمرة الفينيقية، يتحدثون اللغة الفينيقية حتى القرن السادس الميلادي بلغة تنحدر منها تُعرف بالبونيقية.

### أطوارها

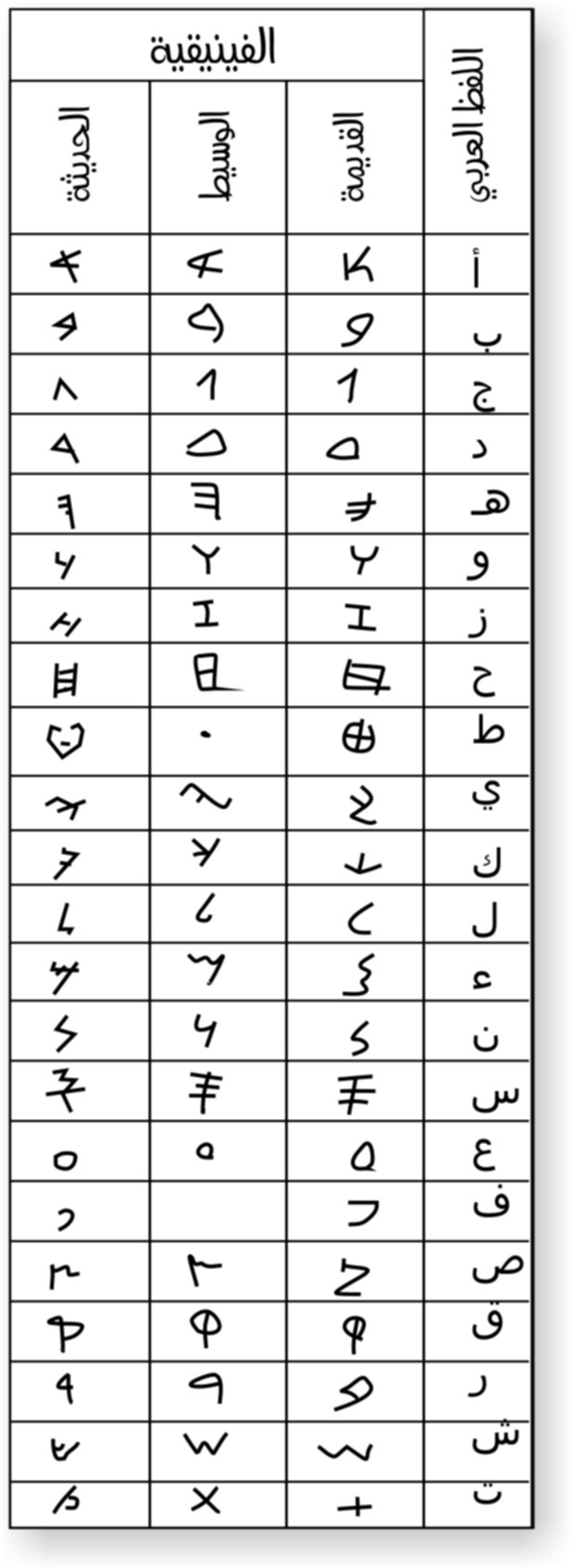
مقارنة العربية بالأبجدية الفنيقية بأطوارها الثلاث

#### الخط الفينيقي القديم

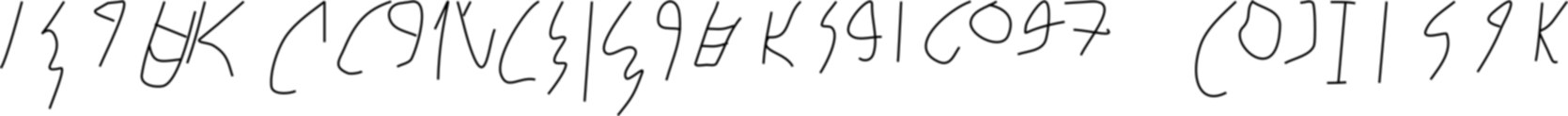
السطر الأول من الكتابة على قبر أحيرام

#### الخط الفينيقي الحديث

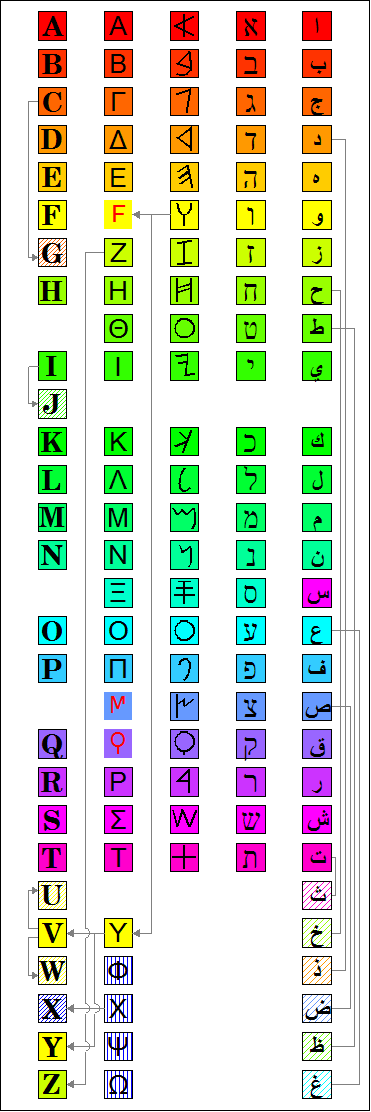
مقارنة 5 لغات